# Isłam Magomiedow
Isłam Kurbanowicz Magomiedow (ros. Исла́м Курба́нович Магоме́дов; ur. 8 lutego 1991 roku) – rosyjski zapaśnik walczący w stylu klasycznym. Olimpijczyk z Rio de Janeiro 2016, gdzie zajął ósme miejsce w kategorii 98 kg.
Brązowy medalista mistrzostw świata w 2015. Triumfator igrzysk europejskich w 2015. Ósmy w Pucharze Świata w 2012. Mistrz świata juniorów w 2010 i 2011. Mistrz Rosji w 2015 i 2016, wicemistrz w 2017, a brązowy medalista w 2013 i 2014 roku.